# クロミエ＝ラ＝トゥール
クロミエ＝ラ＝トゥール （Coulommiers-la-Tour）は、フランス、サントル＝ヴァル・ド・ロワール地域圏、ロワール＝エ＝シェール県のコミューン。

## 地理
クロミエ＝ラ＝トゥールは、ヴァンドームの南東6kmの距離にある。

## 歴史
1911年、セーヌ＝エ＝マルヌ県の同名のコミューンとの区別をつけるため、単なるクロミエからクロミエ＝ラ＝トゥールが正式名称となった。

## 人口統計
| 1962年 | 1968年 | 1975年 | 1982年 | 1990年 | 1999年 | 2006年 | 2015年 |
| ------ | ------ | ------ | ------ | ------ | ------ | ------ | ------ |
| 351    | 333    | 329    | 440    | 455    | 476    | 516    | 537    |

参照元:1962年から1999年までは複数コミューンに住所登録をする者の重複分を除いたもの。それ以降は当該コミューンの人口統計によるもの。1999年までEHESS/Cassini、2006年以降INSEE。